# (4384) Henrybuhl
(4384) Henrybuhl es un asteroide perteneciente al cinturón de asteroides descubierto el 3 de enero de 1990 por Tsutomu Hioki y el también astrónomo Shuji Hayakawa desde el Okutama Observatory, Japón.

## Designación y nombre
Designado provisionalmente como 1990 AA. Fue nombrado Henrybuhl en honor al filántropo Henry Buhl, Jr., estableció la Fundación Buhl para "el bienestar de los ciudadanos de Pittsburgh y el condado de Allegheny". La fundación creó el Planetario Buhl y apoya la educación, los servicios humanos y el desarrollo juvenil y económico en la comunidad.

## Características orbitales
Henrybuhl está situado a una distancia media del Sol de 2,620 ua, pudiendo alejarse hasta 3,094 ua y acercarse hasta 2,146 ua. Su excentricidad es 0,180 y la inclinación orbital 13,25 grados. Emplea 1549,56 días en completar una órbita alrededor del Sol.

## Características físicas
La magnitud absoluta de Henrybuhl es 12,4. Tiene 8,55 km de diámetro y su albedo se estima en 0,411. 